# Charlie Poole

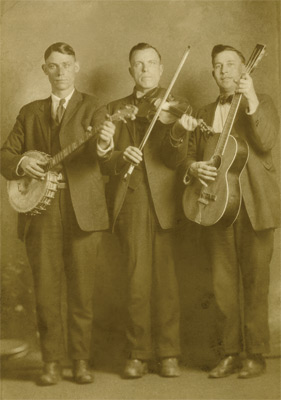
Charlie Poole (links) und die North Carolina Ramblers im Jahre 1923

Charlie Poole (* 22. März 1892 im Randolph County, North Carolina; † 21. März 1931 in Eden, North Carolina) war ein US-amerikanischer Old-Time-Musiker, der mit seiner Band, den North Carolina Ramblers, von 1925 bis 1930 mehr als 70 Platten aufnahm. Er gilt als einer der einflussreichsten Old-Time-Musiker, da er mit seiner Mischung aus alter Fiddle Music, Minstrel-Songs und Ragtime eine einzigartige Mischung schuf.

## Leben

### Leben vor der Musikkarriere
Charlie Poole war der Enkel eines irischen Einwanderers und wuchs in Haw River auf. Als Kind wurde er von dem Bluesgitarristen Blind Blake und von den Vaudevilles, die durch das Land zogen, beeinflusst. Sein erstes Banjo war ein Orpheum No.3 Special. Sein späterer Drei-Finger-Stil entstand als Ergebnis eines Baseballs-Unfalls seiner Jugendzeit. Der Ball prallte auf seinen Daumen, der bis zu seinem Lebensende gebogen blieb.
Poole arbeitete vor seiner Zeit als Musiker in verschiedenen Textilfabriken. Als Jugendlicher zog er nun durch das Land und schlug sich mit schlecht bezahlten Gelegenheitsjobs durch. Um seine Finanzen aufzubessern, trat er als Sänger und Banjospieler auf. 1918 ließ er sich dann in seiner Heimatstadt Spray, North Carolina nieder und lernte seine spätere Frau kennen, die er zwei Jahre später heiratete. Mit seinem Schwager Posey Rorer, der Fiddle spielte, trat er mit anderen lokalen Musikern auf. In den frühen 1920er Jahren stieß der Gitarrist Norman Woodlieff, ein Arbeitskollege aus der Textilfabrik, zur Band, die sich fortan North Carolina Ramblers nannte und sich auf Fiddle-Wettbewerben, in Dance-Halls und auf privaten Feiern hervortat.

### Karriere
1925 begann Pooles professionelle Karriere als Musiker. Mit Rorer und Woodlieff ging er ins Büro seines Vorgesetzten und legte ihm die Kündigung auf den Tisch, anschließend setzten sie sich in die Produktionshalle der Fabrik und spielten ihren letzten Song für ihre Ex-Kollegen. Poole soll nach Beendigung des Liedes gerufen haben „Goodbye boys, we’re gone!“ („Auf Wiedersehen Jungs, wir gehen!“). Das Trio reiste nach New York und spielte Frank Walker, dem Repertoire- und Interpreten-Manager von Columbia Records, vor.

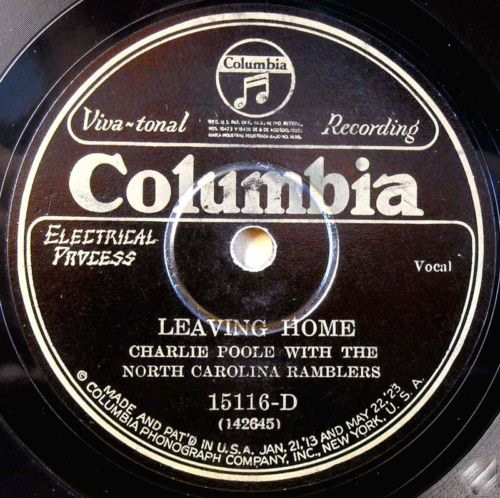
Leaving Home, 1926

Walker war von den drei jungen Männern angetan und verschaffte ihnen einen Plattenvertrag bei Columbia. Ihre erste Platte, Don’t Let Your Deal Go Down auf der A-Seite und Can I Sleep In Your Barn Tonight, Mister? auf der B-Seite wurde ein großer Erfolg; insgesamt wurden 100.000 Platten verkauft. An dieser ersten Session für Columbia verdienten Poole und die North Carolina Ramblers genau 75 Dollar. Der anhaltende Erfolg weiterer Songs wie White House Blues, If The River Was Whiskey und Sweet Sweet Sunny South ermöglichte Poole und seinen North Carolina Ramblers eine Tournee, zuerst nur durch Virginia und North Carolina, später führte sie ihre an Vaudeville-Entertainment angelehnte Show auch nach Montana und sogar nach Kanada. Nach der Aussage vieler Besucher der Show war Poole ein äußerst talentierter Entertainer. Er spielte das Banjo hinter dem Kopf, schlug Rad auf der Bühne und Rollen in der Luft, alles mit dem Instrument.
Während einer Tournee lernte Poole den Gitarristen Roy Harvey kennen. Schon bald ersetzte dieser Pooles ursprünglichen Gitarristen Norman Woodlieff völlig.
Während Poole bis Mitte der 1920er-Jahre nur mit zwei Begleitmusikern (meistens Rorer und Harvey) spielte, erweiterte er später seine Band um fünf bis sieben Mitglieder, darunter Lonnie Austin (Fiddle), Odell Smith (Fiddle), Hamon Newman (Tenor-Banjo), Earl Shirkey (Ukulele) und Roy Harveys Schwester Lucy Terry (Klavier), die in einem Stummfilmkino als Pianistin arbeitete. Seine Shows eröffnete Poole in der Regel mit dem Gospel Beautiful Crown und schloss sie mit einer anderen religiösen Nummer, The Great Reaping Day. So ging er sicher, alle Gruppen seines Publikums anzusprechen. Zwischendurch wurden schnelle Breakdowns, Kunststücke und Komikstücke gespielt. Pooles Auftritte im Süden stellten sich als ausgesprochen erfolgreich heraus und obwohl er als trinkfest bekannt war, brachten die Arbeiter, die seine Konzerte besuchten, oft Frau und Kinder mit. Bei solch familiären Anlässen unterließ Poole obszöne Songs wie Take Your Leg Off Mine (Nimm Dein Bein von meinem Bein) und füllte seinen Whiskey diskret in eine Coca-Cola-Flasche.
1929 machte Poole parallel Aufnahmen für Brunswick Records und Paramount Records. Zusammen mit den Allegheny Highlanders spielte er eine Reihe von Stücken ein, die durch Hinzufügen eines Klaviers einen leichten Jazz-Klang bekamen. Poole war mit Columbia seit längerem unzufrieden, wollte er doch mit anderen Musikstilen experimentieren und vor allem mehr Jazz in sein Repertoire aufnehmen. Doch Frank Walker verbot ihm dies, da er Angst hatte, die Verkaufszahlen würden einbrechen.
Im Gegensatz zu vielen anderen Old-Time-Stars seiner Zeit erreichte Poole auch in seiner Heimat große Berühmtheit, wie Zeitungsberichte belegen. Die Burlington Daily Times schrieb in ihrer Ausgabe vom 3. Februar 1927: „Charlie Poole, Burlington’s native son, makes another hit for Columbia Records – The boy we all know made a popular flash […] to hear his latest records is to recall those childhood days when many of us knew him down on the farm“. Interessant ist, dass die Zeitung Poole als „native son“ (zu dt. etwa: Sohn der Stadt) bezeichnet, auch wenn Poole weder in Burlington wohnte, noch dort aufgewachsen war oder lebte. Die Platte, die der Artikel erwähnte, war Leavin' Home mit der B-Seite There’ll Come A Time, zu der Zeit Pooles neueste Veröffentlichung. Beispielhaft für Pooles Berühmtheit in seiner Heimat waren die Verkaufszahlen seiner Singles: Ladenbesitzer M.B. Smith meldete, dass hundert Exemplare von Pooles neuer Single nach acht Tagen ausverkauft waren.
Heutzutage ist Poole als „North Carolina Rambler“ bekannt: Rambler heißt auf Deutsch so viel wie „Wanderer“ oder „Landstreicher“ und Poole kam viel im Land umher. Oftmals verschwand er für Wochen, ohne dass jemand wusste, wo er war. Er reiste oftmals durch North Carolina und dessen angrenzende Staaten, wo er seinen Alkoholkonsum mit Musik finanzierte. Aussagen von Menschen zufolge, die Poole bei diesen Touren gesehen hatten, ging er Streit nicht aus dem Weg.

### Ende
Während der Weltwirtschaftskrise verlor Poole stark an Popularität und seine Schallplattenverkäufe gingen zurück. Er selbst kam durch seinen rasanten Lebensstil in finanzielle Schwierigkeiten. Sein Alkoholkonsum nahm zu, bis er schließlich völlig abhängig war. 1931 bekam er ein Angebot als Schauspieler aus Hollywood, konnte jedoch nicht einmal mehr zusagen. Charlie Poole starb am 21. März 1931 nach einer 12-wöchigen Sauftour im Alter von nur 39 Jahren in Eden, North Carolina an Herzversagen.
Nach Pooles Tod leiteten Posey Rorer (der eigentlich bereits 1929 ausgestiegen war) und Roy Harvey die North Carolina Ramblers, die noch ein paar Platten aufnahmen. Pooles Sohn Charlie Jr. gründete 1937 eine Stringband namens The Swing Billies, die bereits 1938 wieder auseinanderging.
Kinney Rorrer brachte 1982 die Biographie Ramblin’ Blues: The Live and Songs Of Charlie Poole heraus und 2005 wurde von Columbia die Drei-CD-Box You Ain’t Talkin’ To Me: Charlie Poole and the Roots Of Country Music mit einer Zusammenstellung der wichtigsten Titel herausgegeben. Im Jahre 2007 sollte der biographische Dokumentarfilm North Carolina Rambler, produziert von George Goehl erscheinen. Allerdings war davon bis heute nichts zu sehen und zu hören. 2007 wurde Poole in die Grammy Hall of Fame aufgenommen. Loudon Wainwright III widmete der Old-Time-Legende 2009 ein aufwändiges CD-Doppelalbum samt 70-seitigem Booklet namens „High Wide & Handsome: The Charlie Poole Project“.

## Werk
Mit seinem Drei-Finger-Stil, der bald in ganz Amerika zum Standard wurde, beeinflusste Poole nachfolgende Banjospieler wie Snuffy Jenkins und Earl Scruggs. Auch der Bluegrass, der von Bill Monroe Anfang der 1940er Jahre entwickelt werden sollte, trägt Pooles Prägung. Dafür erhielt er posthum die Ehre, 2012 in die Blue Ridge Music Hall of Fame aufgenommen zu werden. Manche seiner Titel wurden Bluegrass-Standards, wie der White House Blues, der von Bill Monroe gecovert wurde.
Während des Folkrevivals der 1960er-Jahre brachte das Label County Records eine LP mit Aufnahmen von Poole aus den Jahren 1925 bis 1930 heraus. Ein Plattenladenbesitzer in Collinsville erzählte, dass er Ende 1965 mehr Poole-LPs als Alben der Beatles verkauft hätte, was zeigt, wie tief verwurzelt die Musik Pooles damals immer noch war.

## Diskographie

### Singles
Die nachfolgende Diskographie listet alle original veröffentlichten 78rpm-Platten auf, die Poole und die North Carolina Ramblers zwischen 1925 und 1930 veröffentlichten.
| Jahr             | Titel                                                                                     | #       | Anmerkungen                                    |
| Columbia Records |                                                                                           |         |                                                |
| 1925             | Don’t Let Your Deal Go Down / Can I Sleep In Your Barn Tonight, Mister?                   | 15038-D |                                                |
| 1925             | I’m The Man That Rode the Mule Around The World / The Girl I Left in Sunny Tennessee      | 15043-D |                                                |
| 1926             | White House Bluesⓘ / Monkey on a String                                                   | 15099-D |                                                |
| 1926             | Flying Clouds / Forks of Sandy                                                            | 15106-D |                                                |
| 1926             | Leaving Home / There’ll Come a Time                                                       | 15116-D |                                                |
| 1926             | Too Young to Marry / Ragtime Annie                                                        |         |                                                |
| 1926             | Goodbye Booze / Budded Rose                                                               |         |                                                |
| 1926             | The Highwayman / Hungry Hash House                                                        |         |                                                |
| 1927             | Letter That Never Came / Falling By the Wayside                                           |         |                                                |
| 1927             | Sunset March / Don’t Let Your Deal Go Down                                                |         |                                                |
| 1927             | You Ain’t Talkin’ to Me / Take a Drink On Me                                              |         |                                                |
| 1927             | If I Lose, I Don’t Care / Coon from Tennessee                                             |         |                                                |
| 1928             | Wild Horses / Mountain Reel                                                               |         | als North Carolina Ramblers led by Posey Rorer |
| 1928             | Ramblin’ Blues / Shootin’ Creek                                                           |         |                                                |
| 1928             | I Cannot Call Her Mother / What Is Home Without Babies?                                   |         |                                                |
| 1928             | The Husband and Wife Were Angry One Night / Jealous Mary                                  |         |                                                |
| 1928             | Old and Only in the Way / Took My Gal a Walking                                           |         |                                                |
| 1928             | I Once Loved a Sailor / Hangman, Hangman, Slack the Rope                                  |         |                                                |
| 1928 (?)         | A Young Boy Left His Home One Day / My Wife Went Away and Left Me                         |         |                                                |
| 1929             | Bill Mason / He Rambled                                                                   |         |                                                |
| 1929             | Leaving Dear Old Ireland / Sweet Sunny South                                              |         |                                                |
| 1929             | Goodbye Mary Dear / The Wayward Boy                                                       |         |                                                |
| 1929             | Baltimore Fire / The Mother’s Plea for Her Son                                            |         |                                                |
| 1930             | Sweet Sixteen / My Gipsy Girl                                                             |         |                                                |
| 1930             | If the River Were Whiskey / It’s Moving Day                                               |         |                                                |
| 1930             | Goodbye Sweet Liza Jane / Look Before Your Leap                                           |         |                                                |
| 1930             | Southern Medley / Honeysuckle                                                             |         | Charlie Poole mit Roy Harvey                   |
| 1930             | Just Keep Waiting Till the Good Times Come / Where the Whippoorwill is Whispering Tonight |         |                                                |
| 1930             | Milwaukee Bluesⓘ / One Moonlit Night                                                      |         |                                                |
| 1930             | The Only Girl I Ever Loved / Write Letter to My Mother                                    |         |                                                |

### Alben
Da es zu Zeiten Pooles keine Langspielplatten (LP) gab, können hier nur Wiederveröffentlichungen aufgezeigt werden.
- 2005: The North Carolina Ramblers
- 2005: You Ain’t Talkin' To Me
- 2006: Old-Time Songs